# Killenny Abbey
Killenny Abbey (Vallis Dei; Glandy) war eine ehemalige Zisterzienserabtei im County Kilkenny in der Republik Irland.

## Geschichte
Das Kloster wurde zwischen 1162 und 1165 von Dermot O’Ryan, einem Lehensmann des Königs von Leinster Dermot MacMurrough, gestiftet, aber wohl erst im Jahr 1185 in den Zisterzienserorden inkorporiert und dem Kloster Jerpoint unterstellt. Es gehörte damit der Filiation der Primarabtei Clairvaux an. Infolge der unzureichenden Ausstattung des Klosters war es auf Dauer nicht überlebensfähig. 1217 wurde es in den Streit von Jerpoint (Riot of Jerpoint) verwickelt und 1227 mit Duiske Abbey vereinigt und zur Grangie dieses Klosters, was zu einem lang währenden Streit zwischen Duiske Abbey und Jerpoint Abbey über die Eigentumsrechte führte. 1525 erhielt Charles Cavenagh für 61 Jahre die Grangie.

## Bauten und Anlage
Von der Klosteranlage haben sich keine Reste erhalten.